# 益城町立広安小学校
益城町立広安小学校（ましきちょうりつ ひろやすしょうがっこう）は、熊本県上益城郡益城町にある小学校。

## 沿革
- 1874年（明治7年）8月 - 秋津小学校の支校として北原小学校創立
- 1885年（明治18年）7月 - 駿河小学校創立
- 1889年（明治22年）4月 - 北原校独立
- 1893年（明治26年）9月 - 駿河校を本校、北原校を分教室とし広安尋常小学校創立
- 1895年（明治28年）6月 - 分教室を本校に統合
- 1911年（明治44年）4月 - 広安尋常高等小学校と改称
- 1941年（昭和16年）4月 - 広安国民学校と改称
- 1947年（昭和22年）4月 - 広安村立広安小学校と改称
- 1954年（昭和29年）4月 - 益城町立広安小学校と改称
- 1995年（平成7年）4月 - 益城町立広安西小学校を分離

## クラブ活動
- 珠算クラブ
- 絵手紙クラブ
- 能クラブ
- 屋内スポーツクラブ
- 野外スポーツクラブ
- ダンスクラブ
- ちょんかけごまクラブ
- クッキングクラブ
- 竹細工クラブ
- 琴クラブ
- 手芸クラブ
- 茶道クラブ

## 著名な出身者
- 鐡戸裕史（サッカー選手） - 松本山雅FC